# Villenouvelle (Haute-Garonne)
Villenouvelle [vilnuvɛl] (occitanisch: Vilanovèla) ist eine französische Gemeinde mit 1470 Einwohnern (Stand 1. Januar 2022) im Département Haute-Garonne in der Region Okzitanien.

## Lage
Villenouvelle liegt in der Kulturlandschaft des Lauragais, etwa 30 Kilometer (Fahrtstrecke) in südöstlicher Richtung von Toulouse entfernt. Weitere knapp 30 Kilometer südwestlich liegt Castelnaudary. Alle genannten Städte liegen am oder unweit des Canal du Midi und sind sowohl über die Autobahn A61 als auch über die Bahnlinie Toulouse–Narbonne miteinander verbunden.

## Bevölkerungsentwicklung
| Jahr      | 1968 | 1975 | 1982 | 1990 | 1999 | 2006 |
| Einwohner | 619  | 645  | 762  | 905  | 940  | 1238 |

In der ersten Hälfte des 19. Jahrhunderts lag die Bevölkerungszahl beständig bei etwa 1000 Einwohnern. Infolge der Reblauskrise und der Mechanisierung der Landwirtschaft sank die Zahl der Einwohner auf etwa 500 in den 1920er Jahren ab. Der deutliche Bevölkerungsanstieg in den letzten Jahrzehnten ist auf die Nähe zu Toulouse und vergleichsweise niedrige Miet- und Grundstückspreise zurückzuführen.

## Wirtschaft
Der Ort lebte jahrhundertelang von der Landwirtschaft, wobei im Mittelalter und in der frühen Neuzeit der Anbau von Färberwaid (pastel) eine dominierende Rolle spielte. Das stetige Anwachsen der Bevölkerung von Villenouvelle ist ein Indikator für die positive wirtschaftliche Entwicklung der Region. Aufgrund der Nähe zur Großstadt Toulouse und vergleichsweise niedriger Grundstückspreise ist in den letzten Jahrzehnten ein Neubauviertel entstanden.

## Geschichte

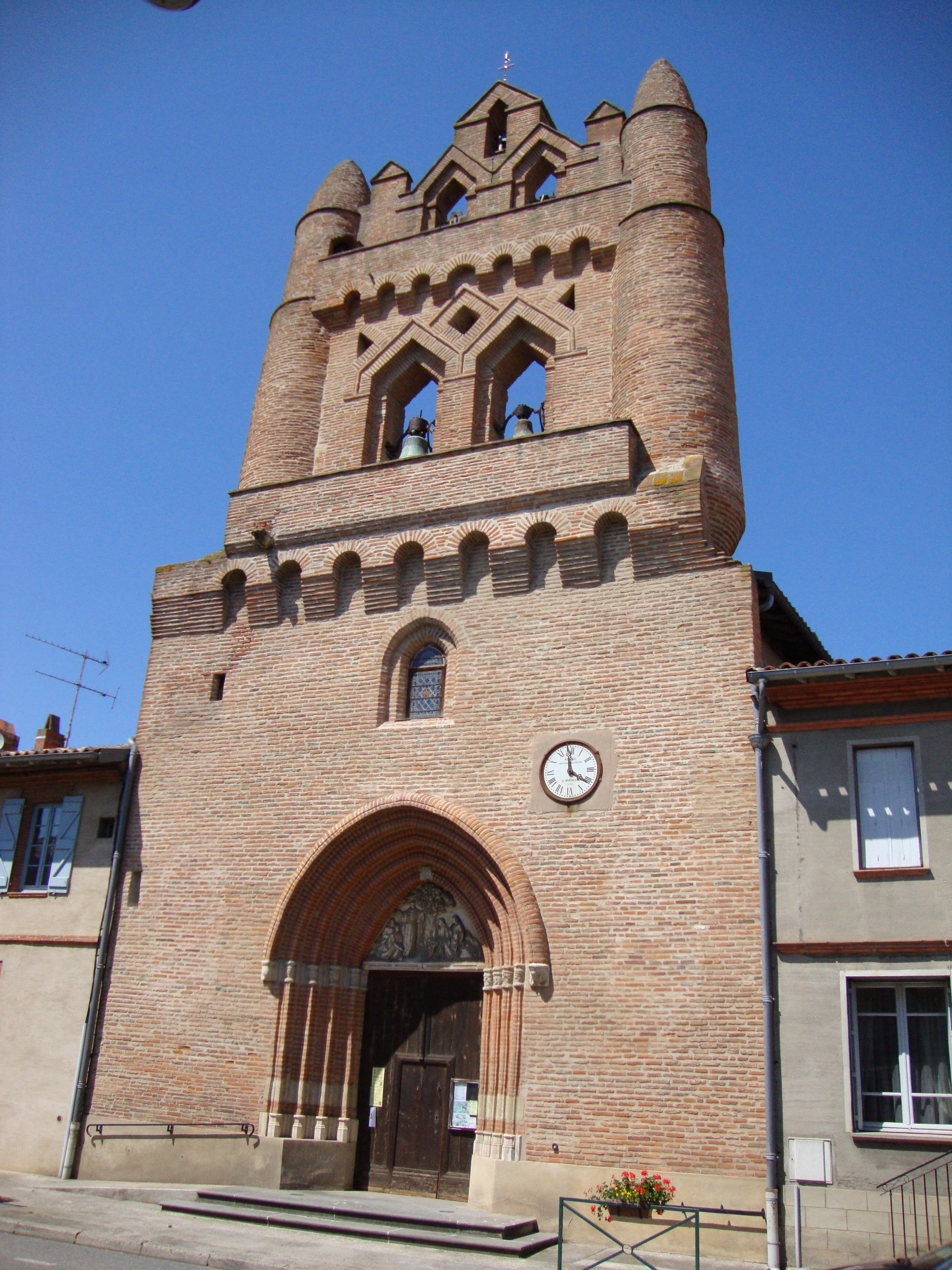
Kirche Saint-Sernin

Die Römerstraße Via Aquitania führte durch das Gebiet der heutigen Gemeinde. Im 11. und 12. Jahrhundert gab es einen – heute nahezu verlassenen – Ort mit unbekanntem Namen etwa 800 Meter weiter nordöstlich in der Umgebung eines Priorats. 'Villenouvelle' hingegen wurde im Jahre 1270 von Alfons von Poitiers (1220–1271) am Pilgerweg nach Santiago de Compostela (Via Tolosana) als Bastide gegen das potentielle Wiederaufflammen der Albigenser-Bewegung gegründet (vgl. die Nachbarorte Avignonet-Lauragais oder Villefranche-de-Lauragais). Alfons von Poitiers war der jüngere Bruder König Ludwigs IX. (1214–1270) und durch die Eheschließung seines Bruders mit Johanna der Frommen (1220–1271), der einzigen Erbin der mächtigen Grafschaft Toulouse, erhoffte sich der französische König territorialen und machtpolitischen Zugewinn. Tatsächlich blieb die Ehe kinderlos und nach dem Tod beider Eheleute im Jahre 1271 fiel die Grafschaft Toulouse an die französische Krone.

## Sehenswürdigkeiten
- Die Pfarrkirche Saint-Sernin (früher Notre-Dame-des-Anges) stammt aus dem 15. Jahrhundert. Sie überzeugt durch einen mächtigen Glockengiebel aus Ziegelsteinmauerwerk, wie er für die tolosaner Gotik charakteristisch ist. Dieser hier unterscheidet sich jedoch von den anderen durch zwei übereinanderliegende und von machicoulis getragene Gänge, die der Kirche ein wehrhaftes Aussehen verleihen. Die Glockenarkaden haben kleine abgestufte Dreiecksgiebel (arcs en mitre). Das Archivoltenportal zeigt Basen, Kapitelle und ein Tympanon aus Sandstein; alte Fotos zeigen noch zwei Figurennischen links und rechts des Portals. Das einschiffige Innere mit der halbrunden Apsis ist gewölbt. Das Kirchenbauwerk ist seit dem Jahre 1926 als Monument historique anerkannt.[1]
- Die Markthalle (halle) stammt aus dem 18. Jahrhundert und befindet sich der Ortsmitte. Mächtige gemauerte Pfeilerarkaden bilden den Unterbau, der von einem hölzernen Dachstuhl bedeckt wird. Sie wurde im Jahre 1973 als Monument historique anerkannt.[2]